# 전북특별자치도고창교육지원청
전북특별자치도고창교육지원청(全北特別自治道高敞敎育支援廳, Gochang Office of Education)은 전북특별자치도 고창군을 관할하는 전북특별자치도교육청 산하의 교육지원청이다.
교육장은 장학관으로 보한다.

## 산하 기관

### 초등학교
| - 가평초등학교 - 고수초등학교 - 고창남초등학교 - 고창부안초등학교 - 고창초등학교 | - 공음초등학교 - 대산초등학교 - 대아초등학교 - 동호초등학교 - 매산초등학교 | - 무장초등학교 - 봉암초등학교 - 상하초등학교 - 선동초등학교 - 성내초등학교 | - 성송초등학교 - 신림초등학교 - 심원초등학교 - 아산초등학교 - 해리초등학교 | - 흥덕초등학교 |

### 중학교
| - 고창남중학교 - 고창북중학교 - 고창중학교 - 공음중학교 | - 대성중학교 - 상하중학교 - 성내중학교 - 신림중학교 | - 심원중학교 - 아산중학교 - 자유중학교 - 영선중학교 | - 해리중학교 - 흥덕중학교 |